# Matthew John Armstrong
Matthew John Armstrong (Chicago, 28 agosto 1973) è un attore statunitense.
È noto soprattutto per aver interpretato Ted Sprague nella serie televisiva Heroes.

## Biografia e carriera
Ex giocatore di football americano alla Naperville Central High School, ha solamente recitato all'interno di serie televisive. Oltre a Heroes ha partecipato per un lungo periodo alla serie televisiva American Dreams e come guest star nell'episodio Caccia al topo della serie Dr. House. Nel 2000 ha recitato nel ruolo di Nick Hiller nel film TV The David Cassidy Story. È sposato con l'attrice statunitense Ashley Crow, anche lei fra gli interpreti di Heroes, nel ruolo di Sandra Bennet, che ha conosciuto recitando sul set della serie.

## Filmografia

### Cinema
- Abduction of Jesse Bookman, regia di Ezra Gould (2008)

### Televisione
- Turks – serie TV, 13 episodi (1999)
- The David Cassidy Story, regia di Jack Bender – film TV (2000)
- In tribunale con Lynn (Family Law) – serie TV, episodio 2x09 (2000)
- American Dreams – serie TV, 36 episodi (2002-2005)
- The Shield – serie TV, episodio 2x06 (2003)
- Dragnet – serie TV, episodio 1x09 (2003)
- Crossing Jordan – serie TV, episodio 5x04 (2005)
- Dr. House - Medical Division (House, M.D.) – serie TV, episodio 2x07 (2005)
- Threshold – serie TV, episodio 1x11 (2006)
- E-Ring – serie TV, episodio 1x16 (2006)
- Numb3rs – serie TV, episodio 2x20 (2006)
- Heroes – serie TV, 8 episodi (2006-2007)
- Avvocati a New York (Raising the Bar) – serie TV, episodio 1x08 (2008)
- Private Practice – serie TV, episodio 2x12 (2009)
- The Mentalist – serie TV, episodio 2x05 (2009)
- CSI: Miami – serie TV, episodio 8x17 (2010)
- Bones – serie TV, episodio 6x11 (2011)
- Supernatural – serie TV, episodio 6x18 (2011)
- I signori della fuga (Breakout Kings) – serie TV, episodio 1x08 (2011)
- Febbre d'amore (The Young and the Restless) – serial TV, 5 puntate (2011)
- American Horror Story – serie TV, episodi 2x04-2x05-2x11 (2012-2013)
- Justified – serie TV, episodio 4x08 (2013)
- Body of Proof – serie TV, episodio 3x05 (2013)
- Perception – serie TV, episodio 3x13 (2015)
- Code Black – serie TV, episodio 1x03 (2015)
- NCIS - Unità anticrimine (NCIS) – serie TV, episodio 13x07 (2015)
- Scandal – serie TV, episodio 5x16 (2016)
- Pure Genius – serie TV, episodio 1x01 (2016)

## Doppiatori italiani
Nelle versioni in italiano delle opere in cui ha recitato, Matthew John Armstrong è stato doppiato da:
- Francesco Bulckaen in The Shield, Dr. House - Medical Division
- Riccardo Scarafoni in CSI: Miami, Body of Proof
- Fabrizio Vidale in Turks
- Christian Iansante in Numb3rs
- Alessandro Quarta in Heroes
- Pasquale Anselmo in Bones
- Gianluca Crisafi in Private Practice
- Fabrizio Picconi in The Mentalist
- Riccardo Niseem Onorato in Supernatural
- Carlo Scipioni in Justified
- Marco De Risi in Perception
- Davide Marzi in Code Black
- Massimiliano Plinio in NCIS - Unità anticrimine
- Francesco Mei in Scandal